# 법률자문
법률자문(法律諮問)은 법률 전문가가 의뢰인에게 구체적인 사안에 대한 법률상담을 해주는 것을 말한다. 법률상담이라고도 한다.

## 자격
대한민국에서는 모든 법률 분야에 대한 유로 법률자문은 변호사, 법무사만이 할 수 있다. 세법에 대해서는 세무사, 공인회계사가, 특허법에 대해서는 변리사가, 부동산중개에 대해서는 공인중개사가 법률자문을 유료로 해줄 수 있다. 그 이외에 무자격자는 무료 법률상담만 해줄 수 있다.
최근 한미 FTA와 한EU FTA 체결로, 법률시장이 개방되어 외국법 자문은 외국 변호사가 유료 법률자문을 해 줄 수 있다. 2014년 외국 로펌은 국내에서 외국법과 한국법이 혼재된 사건의 유로 법률자문을 해줄 수 있다. 2017년에는 외국 로펌이 국내에서 국내 변호사를 고용할 수 있다. 외국 로펌에 모든 유로 법률자문이 허용된다. 세계에서 가장 대규모의 법률자문 로펌들은 대부분이 미국과 영국인데, 한미 FTA로 미국 로펌에, 한EU FTA로 영국 로펌에 한국 법률시장이 개방되었다.

## 법적 구속력
법률고문의 법률자문은 판사에게 법률상 법적 구속력은 없는 단순한 조언이다. 즉, 법원에 변호사의 상담이 이러했다고 항변해도, 받아들여지지 않을 수 있다.
그러나 판사가 아닌 이들에게는 사실상 법적 구속력이 있다.  예를 들어, 회장이나 장관 또는 일반 서민에게, 변호사가 '이렇게 하면 형사처벌된다'고 몇백만원을 받고 법률자문을 해주면, 판결문이 아니어서 법률상 법적 구속력은 없지만, 거액의 법률자문료를 지불하고 상담받은 그 변호사 충고를 어기고 그 행위를 할 사람은 사실상 없어서, 사실상 법적 구속력이 있다.  법률상 법적 구속력은 없지만 사실상 법적 구속력이 있는 권고(recommendation)로 구성된 법질서를 연성법(Soft law) 질서라고 한다.
공무원의 경우도, 미국 관타나모 수용소의 고문 메모와 같이, 법무부 변호사가 고문이 형법적으로 허용된다고 상담해 준 것은, 미리 형사법원의 판결문을 받아보고 공무원이 조치를 취할 수는 없기 때문에, 법무장관 법률고문의 고문 메모가, 사실상 판결문으로 작용한다.
미국계 투자은행인 모건 스탠리는 대형로펌의 세법 법률자문으로 전세계 조세피난처를 통한 절세를 많이 하는데, 이러한 대형로펌의 법률자문으로 절세를 한 행위가, 각국의 법원에서 유죄로 판결되어 형사처벌, 조세처분을 받는 경우도 상당히 존재한다.

## 유권해석
대한민국은 정부에 법률자문을 요청하면, 법제처에서 유권해석 답변을 해준다. 반면에, 미국은 정부에 법률자문을 요청하면, 법무장관(미국은 연방 검찰총장이 법무장관이다.)의 법률고문(Legal advisor)가 보고서를 작성해서 답변해 준다.
2002년 관타나모 수용소에서 미군의 이슬람인들에 대한 고문은, 미국 법무장관의 법률고문인 한국계 변호사 존 유 캘리포니아주 버클리 대학교 로스쿨 교수가 법률자문 보고서를 작성해 CIA에 답변해 준 것이, 고문의 법적 근거 서류가 되었다. 그러나, 해당 보고서가 언론에 공개되고, 그 보고서를 쓴 존 유 교수는 큰 비판을 받기도 했다.
대한민국 법제처는 2011년부터 법률자문을 외부의 민간 대형로펌에 용역을 주었으나, 2013년 기준으로는 법률자문사 명단을 백여명 작성하여, 그들에게 용역을 주고 있다. 최근 국정감사에서 법제처 1위 법률자문을 수임한 법률전문가는 법제처 고위직을 지낸 미국 변호사로 드러나, 전관예우의 문제점이 지적되었다.

## 비용
2006년 한국 최대 로펌인 김앤장은 5쪽의 법률자문 보고서에 2천만원을 받았다. 법률자문은 시간당 요금으로 계산하는 것이 전세계의 통례인데, 김앤장은 시간당 50만원을 청구했다. 반면에, 다른 대형로펌은 5쪽 법률자문 보고서에 200만원에서 500만원을 받는다.
대형로펌들은 정부의 고위관료들이 퇴직하면, 이들을 고문으로 채용해, 법률자문을 한 대가로 고액의 연봉을 지급한다. 현재 황교안 법무장관은 고검장에서 퇴직하고 대형로펌에 취직해 1억원의 월급을 탄 것으로, 민주당에서 인사청문회 때 비판을 하기도 했다. 이러한 고위 관료들의 퇴직 후 대형 로펌에서의 억대 월급을 지급하는 전관예우에 대해서는, 이들을 로비스트로 사용하는 것이라는 비판이 있다. 이들은 소송대리인으로 소송 변호를 하지는 않고 주로 법률자문만을 한다. 많은 뉴스에서, 퇴직 고위 관리들은 대형로펌에서 법률자문료로 연봉의 대부분을 받은 것으로 보도된다.

## 로펌
매출액 세계 최대의 로펌은 미국 로펌과 영국 로펌인데, 이들은 소송대리 보다는, 대부분 법률자문으로 매출액을 올린다. 보통, 한국 등 비영미게 로펌들 보다 10배의 법률자문료를 받는 것으로 알려져 있다.
1973년 변호사는 소송대리만 한다고 알던 낙후된 한국 법률시장에서, 하버드 로스쿨 JD 과정을 최초로 졸업하여 미국 변호사가 된 한국인인 김영무 변호사가, 기업법률자문 업무만 하는 김앤장 법률사무소를 설립했다. 운동권 무죄 판결로 쫓겨난 서울대 법대 동기인 장수길 판사와 단 둘이서 차린 매우 작은 변호사 사무실이었지만, 씨티은행의 전담 법률자문 법률회사가 되어 30년이 넘도록 법률자문을 하면서, 고도로 급성장하였다.
2014년 기준으로, 거의 대부분의 법무사, 변호사 사무실은 개인에게 무료로 법률상담을 해준다. 즉, 법률상담으로는 돈을 벌 수 없다. 그러나, 기업법률자문은 무료가 아니며, 2006년 기준으로 김앤장은 1장의 기업 법률자문 보고서에 400만원을 받는다. 2위 업체는 40만원을 받는데 10배나 비싸다.

## 시장개방
변호사의 2대 직무는 소송대리와 법률자문이다. 그러나 소송대리는 국내법원이 변호사 자격증을 요구하기 때문에, 시장봉쇄가 완벽하게 가능하지만, 법률자문은 시장봉쇄가 근본적으로 불가능한 구조이다. 즉, 미국 로펌이 한국 기업에 대해 한국의 법률에 대해 법률자문을 하고 돈을 받을 수 있고, 법무부는 변호사법 위반으로 처벌한 적이 없다. 물론 다른 나라 정부들도 마찬가지다.
변호사법에 의하면 한국 변호사가 아니면 한국법에 대한 유료 법률자문을 일체 할 수 없고, 하면 형사처벌이 되지만, 실무는 그렇지 않다. 한국은행 2009년 법률서비스 무역수지 통계에 따르면, 한국 로펌이 외국 기업에게서 벌어들인 법률서비스 수입은 5억 4000만 달러(5천억원), 외국 로펌이 한국 기업에게서 벌어들인 법률서비스 수입은 10억 1,180만 달러(1조원)이다. 여기서 법률서비스라는 것은 법률자문인 것이, 소송대리는 해당국 법원이 차단하기 때문에, 현지로펌과 파트너쉽 계약을 체결하지 않는한, 원천적으로 불가능하기 때문이다.
외국 로펌이 한국 기업에 한국법의 법률자문을 하면, 변호사법 위반으로 형사처벌된다. 그러나, 그런 사례는 전혀 없으며, 또한, 국내 로펌이 외국 기업에 외국법의 법률자문을 해서 해당국 정부로부터 변호사법 위반으로 형사처벌된 사례도 없다. 즉, 법률자문 시장은, 전세계적으로, 사실상 완전히 시장이 개방되어 있다.
한국 기업들이 중동에 진출할 때, 법률자문을 위해 찾는 곳은 영미로펌이다. 물론, 중동국가와 영국, 미국이 법률 서비스 분야에 대한 FTA를 체결한 적도 없다. 그러나, 영미로펌은 모두 중동국가에 지사를 세우고, "모든 법률"에 대한 총체적인 법률자문을 기업에 해주고 있다. 위법하지 않다.